# マネー・ジャングル
『マネー・ジャングル』（Money Jungle ）は、ジャズ・ピアニストのデューク・エリントンが、1962年に録音して1963年にユナイテッド・アーティスツ・レコードから発表したアルバム。
エリントンの信奉者であるチャールズ・ミンガスとマックス・ローチが参加したピアノ・トリオ作品。オリジナルは7曲入りだが、CDによっては、ボーナス・トラックを6曲追加したものと、8曲追加した2つのエディションがある。

## 解説
デューク・エリントンは、ビッグバンドやホーン入りのコンボ活動が主で、ピアノ・トリオ作品はそれほど多くないが、本作はエリントンより20歳以上も若い有名プレイヤーとの共演ということでも話題となった。
収録曲は全部エリントンの作品だが、往年のレパートリーの再演だけでなく、タイトル曲や「アフリカの花」のように、このセッションのために書き下ろされた新曲もある。
ミンガスやローチも、荒くれ男として有名であり、本作はミンガスによる過激なベース・プレイから始まる。エリントンも、2人に対抗するかのようにピアノを弾きまくった。既にスタンダード・ナンバーとして有名になっていた「キャラバン」も、ここでは極めて暴力的な演奏が聴ける。
音楽評論家のジョージ・ウェインは、本作のオリジナル・ライナーに、「A triumvirate, not a trio.（トリオではなく三頭政治だ）」という、本作の性格をよく表した賛辞を書いた。
本作制作の9日後には、エリントンはジョン・コルトレーンと共演し、アルバム『デューク・エリントン&ジョン・コルトレーン』として発売された。

## 収録曲

### 1963年版LP
1. マネー・ジャングル - Money Jungle（Duke Ellington）
2. アフリカの花 - Le Fleurs Africaines (African Flower)（D. Ellington）
3. ヴェリー・スペシャル - Very Special（D. Ellington）
4. ウォーム・ヴァレー - Warm Valley（D. Ellington）
5. ウィグ・ワイズ - Wig Wise（D. Ellington）
6. キャラバン - Caravan（Tizol, Mills, Ellington）
7. ソリチュード - Solitude（De Lange, Mills, Ellington）

### 1987年版CD
| #         | タイトル                                  | 作詞      | 作曲             | 時間 |
| --------- | ----------------------------------------- | --------- | ---------------- | ---- |
| 1.        | 「Very Special」                          |           | Ellington        | 4:25 |
| 2.        | 「A Little Max」                          |           | Ellington        | 2:57 |
| 3.        | 「A Little Max (alternate take)」         |           | Ellington        | 2:54 |
| 4.        | 「Le Fleurs Africaines (African Flower)」 |           | Ellington        | 3:35 |
| 5.        | 「Rem Blues」                             |           | Ellington        | 4:16 |
| 6.        | 「Wig Wise」                              |           | Ellington        | 3:18 |
| 7.        | 「Switch Blade」                          |           | Ellington        | 5:23 |
| 8.        | 「Caravan」                               |           | Tizol, Ellington | 4:12 |
| 9.        | 「Money Jungle」                          |           | Ellington        | 5:28 |
| 10.       | 「Solitude (alternate take)」             |           | Ellington        | 4:42 |
| 11.       | 「Solitude」                              |           | Ellington        | 5:32 |
| 12.       | 「Warm Valley」                           |           | Ellington        | 3:32 |
| 13.       | 「Backward Country Boy Blues」            |           | Ellington        | 6:20 |
| 合計時間: | 合計時間:                                 | 合計時間: | 56:34            |      |

### 2002年版CD
| #         | タイトル                                     | 作詞  | 作曲・編曲 | 時間 |
| --------- | -------------------------------------------- | ----- | ---------- | ---- |
| 1.        | 「Money Jungle」                             |       |            | 5:29 |
| 2.        | 「Fleurette Africaine (African Flower)」     |       |            | 3:36 |
| 3.        | 「Very Special」                             |       |            | 4:26 |
| 4.        | 「Warm Valley」                              |       |            | 3:32 |
| 5.        | 「Wig Wise」                                 |       |            | 3:20 |
| 6.        | 「Caravan」                                  |       |            | 4:12 |
| 7.        | 「Solitude」                                 |       |            | 5:33 |
| 8.        | 「Switch Blade」                             |       |            | 5:24 |
| 9.        | 「A Little Max (Parfait)」                   |       |            | 2:58 |
| 10.       | 「REM Blues」                                |       |            | 4:18 |
| 11.       | 「Backward Country Boy Blues」               |       |            | 6:33 |
| 12.       | 「Solitude」(alternative take)               |       |            | 4:44 |
| 13.       | 「Switch Blade」(alternative take)           |       |            | 5:13 |
| 14.       | 「A Little Max (Parfait)」(alternative take) |       |            | 2:57 |
| 15.       | 「REM Blues」(alternative take)              |       |            | 5:45 |
| 合計時間: | 合計時間:                                    | 72:00 |            |      |

## 演奏メンバー
- デューク・エリントン - ピアノ
- チャールズ・ミンガス - ベース
- マックス・ローチ - ドラム